# なみだの桟橋
「なみだの桟橋」（なみだのさんばし）は、1977年8月1日にリリースされた森昌子のシングルである。

## 解説
- 森自身この曲で1977年末の「第28回NHK紅白歌合戦」に、5年連続5回目の出場を果たした。

## 収録曲
1. なみだの桟橋
作詞：杉紀彦／作曲：市川昭介／編曲：馬飼野俊一
2. 秋の約束
作詞：わたなべ研一／作曲：沖田宗丸／編曲：竜崎孝路

## カバー
- 松原のぶえ - 森昌子のシングル発売から丁度10年後の1987年5月21日に、松原自身カバー・シングルとしてリリース。編曲は斉藤恒夫が担当。当時森は歌手業を引退した時期だったが、松原の方から「この楽曲をシングルで歌わせて欲しい」と強い要望を受けた際、森と作曲者・市川昭介の二人は快く快諾したという。のち松原は、1987年末の「第38回NHK紅白歌合戦」（3年連続3回目の出場）でも歌唱披露した。

- 石原詢子 - CD-BOX『石原詢子 時代のうた』（2014年）に収録。